# Monolith (álbum de Amebix)
Monolith es el segundo álbum de estudio de la banda británica de crust punk Amebix lanzado en el año 1987. bajo el sello Heavy Metal Records. Poco después de lanzar este material, la banda se separó, convirtiendo a Monolith en su último álbum hasta su reunión en el año 2008 y en lanzamiento de Sonic Mass en 2011.
Fue relanzado en 2008 como una descarga en escala deslizable por Moshpit Tragedy Records. El álbum fue remasterizado y relanzado nuevamente en 2016 por Easy Action Records.

## Lista de canciones
| N.º | Título                    | Duración |  |
| 1.  | «Monolith» (instrumental) | 3:10     |  |
| 2.  | «Nobody's Driving»        | 5:23     |  |
| 3.  | «The Power Remains»       | 4:33     |  |
| 4.  | «Time Bomb»               | 4:27     |  |
| 5.  | «Last Will and Testament» | 5:00     |  |
| 6.  | «I.C.B.M.»                | 6:05     |  |
| 7.  | «Chain Reaction»          | 5:27     |  |
| 8.  | «Fallen from Grace»       | 4:14     |  |
| 9.  | «Coming Home»             | 5:44     |  |

## CRecepción
Con significativamente menores críticas positivas que su predecesor Arise!, Monolith fue generalmente bien recibido por Punknews. Fue en su mayoría más orientado hacia el heavy metal, con ciertos aspectos propios del anarcopunk. Las críticas indicaron que no había alguna canción realmente notable, pero en general el álbum era un buen material.

## Créditos
Amebix
- The Baron Rockin von Aphid (Rob Miller) — bajo ,voz
- Stig Da Pig (Chris Miller) — guitarra, segunda voz
- Spider (Robert Richards) — batería
- A. Droid (Andy Wiggins) — teclados

Personal adiconal
- Cath — flauta(1)
- ARj — voz adicional (9)